# Lewis Moody
Lewis Walton Moody MBE (* 12. Juni 1978 in Ascot) ist ein englischer Rugby-Union-Spieler. Er spielte als Flügelstürmer für die englische Nationalmannschaft und für Bath Rugby.

## Karriere
Moody begann mit fünf Jahren mit dem Rugbysport. Er durchlief zahlreiche Jugendnationalmannschaften, zu dieser Zeit spielte er noch als Innendreiviertel. Im Jahr 2001 gab er sein Debüt für die Herrennationalmannschaft im Spiel gegen Kanada. Er kam in allen sieben Spielen der Weltmeisterschaft 2003 zum Einsatz und sorgte mit einem gewonnenen Ball in der Gasse für die Vorbereitung des spielentscheidenden Dropgoals von Jonny Wilkinson, das den Engländern den ersten WM-Titel bescherte.
Aufgrund einer Verletzung fiel Moody die meiste Zeit des Jahres 2004 aus, kam jedoch rechtzeitig zu den Six Nations 2005 und der Neuseeland-Tour der British and Irish Lions zurück. Er kam zu drei Einsätzen für die Lions, einmal zum Auftakt gegen Argentinien und zweimal gegen Neuseeland. Im Herbst des Jahres wurde er zum ersten englischen Spieler überhaupt, der in einem Heimspiel im Twickenham Stadium mit einer roten Karte vom Platz gestellt wurde. Er hatte sich auf eine Schlägerei mit dem Samoaner Alex Tuilagi eingelassen, der gleichzeitig sein Teamkollege bei Leicester war. Aufgrund dieser Ereignisse wurde er für neun Wochen gesperrt und kehrte erst zu den Six Nations 2006 zurück.
Eine erneute Verletzung hinderte Moody ein Jahr später im Frühjahr an den Spielen Englands teilzunehmen, er konnte erst wieder im August bei einem Vorbereitungsspiel zur Weltmeisterschaft einsteigen. Bei dieser WM verpasste das englische Team durch die Finalniederlage gegen Südafrika die Titelverteidigung. Moody kam bei diesem Turnier in allen Spielen zum Einsatz. Bei den Six Nations 2008 wurde er erneut durch eine Verletzung zurückgeworfen, die ihn auch an der Teilnahme an den Novemberländerspielen hinderte.
Moody spielte seit dem Beginn seiner Profilaufbahn für die Leicester Tigers, mit denen er 2001 und 2002 den Heineken Cup gewinnen konnte. Dazu kommen sieben Meistertitel in der Guinness Premiership, zuletzt 2010. Bei seinem Debüt für die Tigers war er mit 18 Jahren und 94 Tagen der jüngste Spieler aller Zeiten, der ein Ligaspiel für den Club bestritt. Nach über 14 Jahren bei den Tigers wechselte er auf die Saison 2010/11 hin zu Bath Rugby.
Moody leitet neben dem Rugbysport zusammen mit seiner Frau Annie ein Bauunternehmen. Aufgrund seiner Leidenschaft für schnelle und gefährliche Sportarten und dem in seiner Heimatstadt bekannten Pferderennen wird er „Crazy Horse“ genannt. Am 6. März 2012 beendete Moody seine aktive Rugby-Karriere.